# Estación de Vitoria
Vitoria (oficialmente según Adif, Vitoria-Gasteiz) es una estación ferroviaria situada en la ciudad española de Vitoria en la comunidad autónoma del País Vasco. Es la principal estación ferroviaria de la provincia de Álava. Cuenta con amplios servicios de Larga, Media Distancia y Cercanías en la línea Miranda de Ebro-Vitoria-Alsasua de Cercanías Álava, operados por Renfe.
En 2010 recibió más de 500 000 pasajeros.

## Situación ferroviaria
La estación se encuentra en el punto kilométrico 492,292 de la línea radial Madrid-Hendaya a una altitud de 528,52 metros, entre las estaciones de Nanclares y Alegría de Álava. El tramo es de vía doble y está electrificado.

## Historia

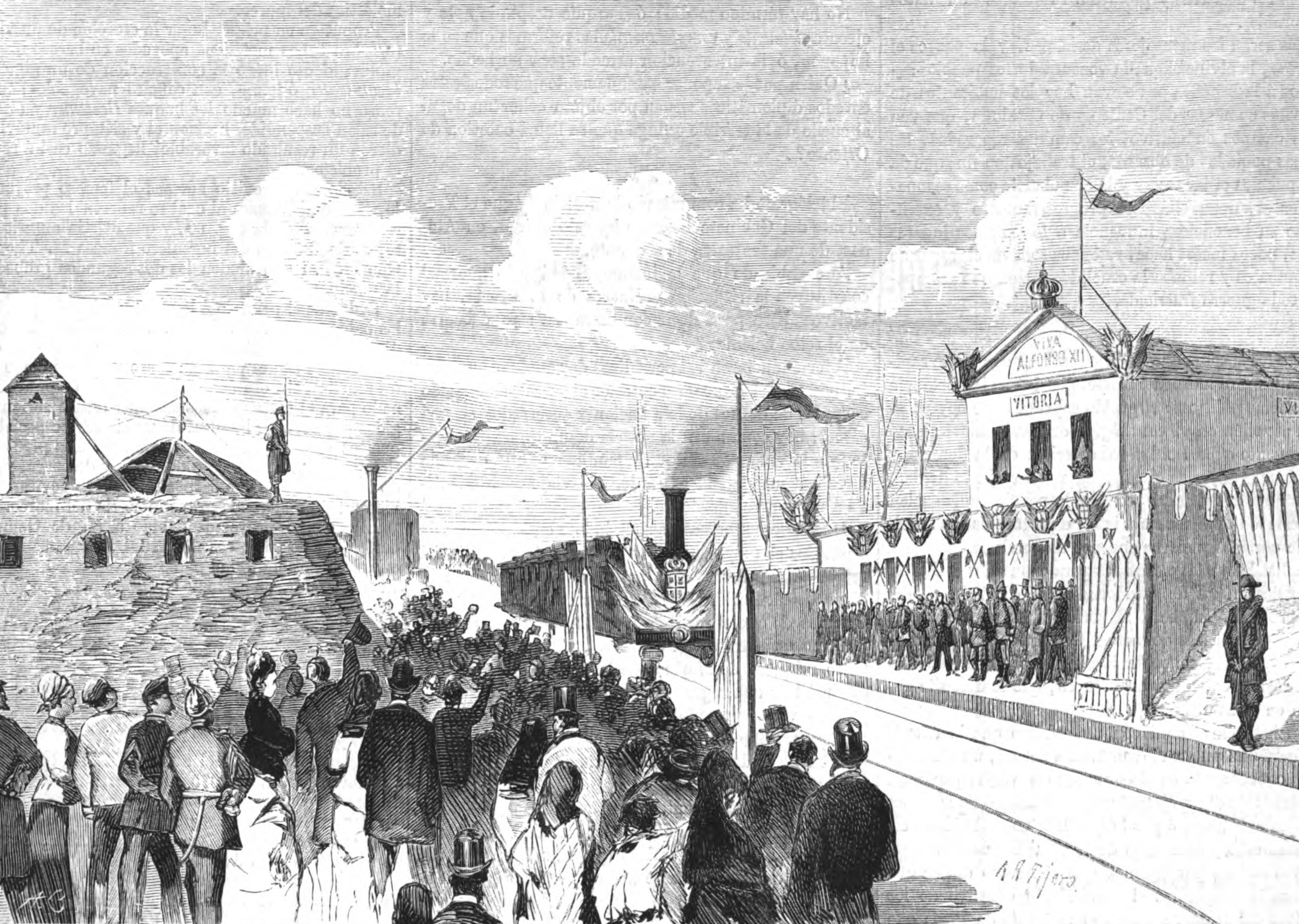
Llegada a Vitoria desde Miranda del primer tren después de una parada de veintiocho meses del servicio debida a la tercera guerra carlista

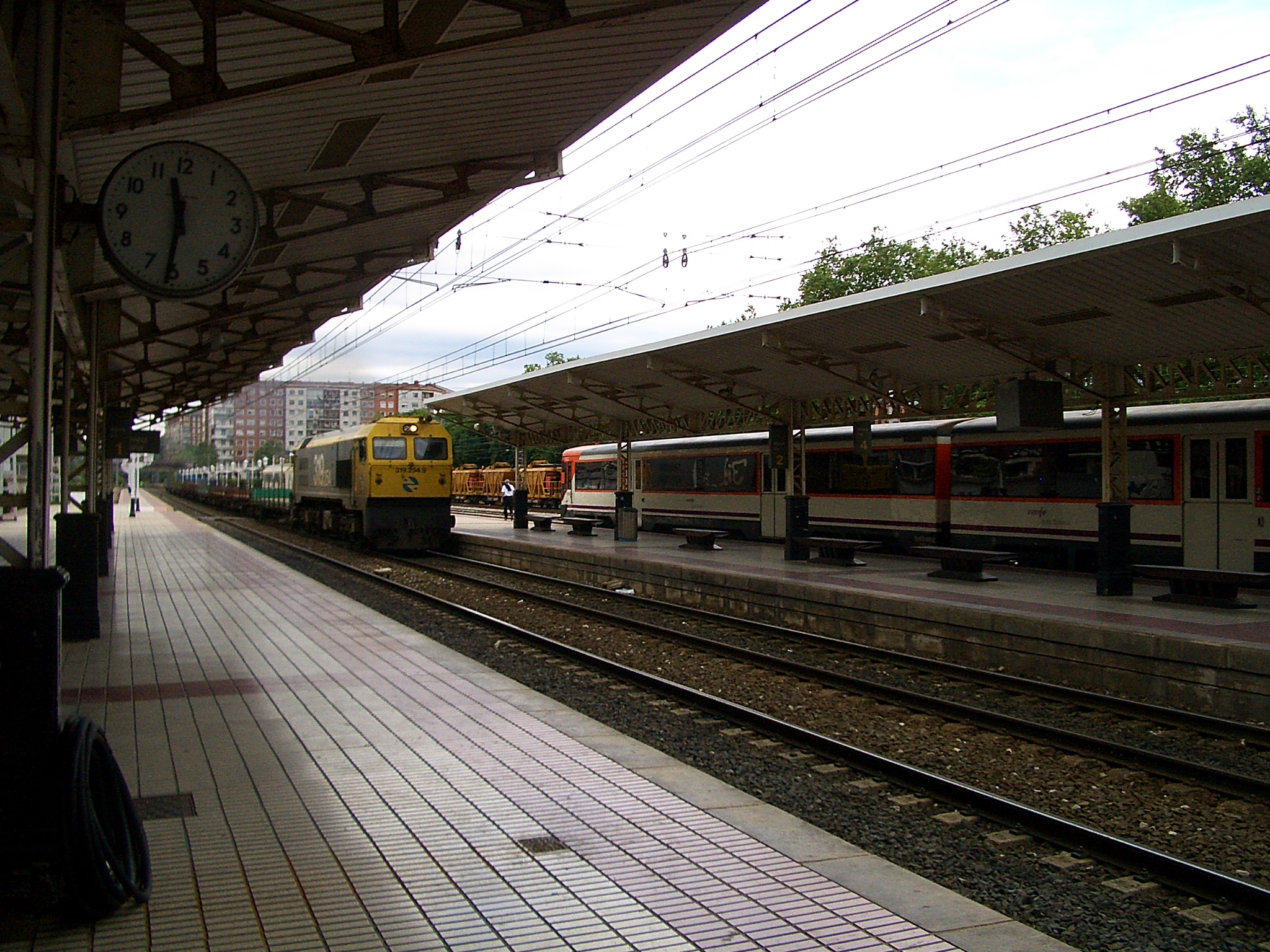
Vista general de los andenes.

El ferrocarril llegó a la entonces pequeña ciudad de Vitoria el 13 de abril de 1862 con la apertura del tramo Miranda de Ebro-Olazagutia (Alsasua) de la línea férrea que unía Madrid con la frontera francesa. Para la ocasión se construyó una pequeña estación por Letourneur, ingeniero francés responsable de la construcción de la propia línea y que en 1864 construiría también la estación de San Sebastián.
En 1889 se abrió un nuevo tramo de vías, esta vez de ancho métrico, que unía Vitoria con Salinas de Leniz y que fue posteriormente completado con más tramos. La explotación de estas líneas corría a cargo del Ferrocarril Vasco-Navarro y operaba desde unas pequeñas instalaciones hasta la construcción de la estación de Vitoria-Norte en 1914. El 31 de diciembre de 1967, la línea fue cerrada al tráfico.
En 1989, el Gobierno de España y el Gobierno autonómico vasco llegaron a un acuerdo para poner en marcha la Y vasca, una línea de alta velocidad que enlazará las tres capitales vascas. Las obras se iniciaron en 2006. Por otra parte, Vitoria se verá también conectada a la red de alta velocidad gracias a la línea Venta de Baños-Burgos-Vitoria, para lo que se prevé un soterramiento de las vías con la construcción de un túnel de 6,8 km y de una nueva estación bajo el Parque de Arriaga. La estación contará con seis vías pasantes que se encontrarían a 17 metros de profundidad. El coste total del soterramiento del tren en Vitoria asciende a 476 millones de euros. En esta estación tendrá lugar la unión de esta línea de alta velocidad con la Y Vasca.

## La estación
La actual estación de Vitoria fue construida en 1934 sustituyendo a la pequeña estación de Letourneur. Es un edificio sencillo, situado en el centro de la ciudad y formado por varias estructuras adosadas de diferente altura. Una serie de arcos que dan lugar a puertas y ventanas sirven como elemento decorativo.
Cuenta con dos andenes, uno lateral y otro central al que acceden tres vías. Otras cuatro vías son utilizadas como vías de servicio. Antiguamente la estación disponía de una octava vía, pero fue parcialmente retirada para permitir así la ampliación del andén lateral. Los cambios de andén se realizan por un paso subterráneo.
Cuenta con una zona PAC (punto de información al ciudadano), venta de billetes, atención al cliente, aseos y cafetería. Todo el recinto está equipado con servicios adaptados para las personas con discapacidad. En el exterior existe un aparcamiento situado frente al edificio, una parada de taxi.

## Servicios ferroviarios

### Larga Distancia
Muchos son los trenes de largo recorrido con parada en la estación. Principalmente trenes Alvia que permiten alcanzar Madrid, Barcelona, Salamanca o Galicia. También existe una relación Madrid - Irún prestada mediante un servicio Intercity.

### Media Distancia
La mayor parte del tráfico ferroviario de viajeros con parada en la estación está formado por trenes de Media Distancia, operados por Renfe y comercializados como MD y Regional Exprés, que enlazan la ciudad con Madrid, Miranda de Ebro, Burgos, Navarra, Aragón y el resto del País Vasco. Las comunicaciones con Bilbao no son especialmente cómodas al no existir un enlace directo con la capital vizcaína, lo que implica un trasbordo en la estación de Miranda de Ebro.